# Campeonato Paulista Série A3 2022
In 2022 werd het 69ste Campeonato Paulista Série A3 gespeeld voor voetbalclubs uit de Braziliaanse staat São Paulo. De competitie werd georganiseerd door de FPF en werd gespeeld van 29 januari tot 21 mei. Noroeste werd kampioen. 

## Format
De zestien teams speelden één keer tegen elkaar. De top acht plaatste zich voor de tweede fase, waar de clubs in twee groepen van vier verdeeld werden. De top twee van elke groep plaatste zich voor de derde fase, waarin in knock-outvorm gespeeld werd. De twee finalisten dwongen promotie af naar de Série A2 van 2023. De twee laatste teams degradeerden naar de Segunda Divisão. 

## Eerste fase
| Plaats | Clu                  | Wed. | W | G | V  | Saldo | Ptn. |
| ------ | -------------------- | ---- | - | - | -- | ----- | ---- |
| 1.     | Comercial            | 15   | 9 | 4 | 2  | 28:14 | 31   |
| 2.     | Noroeste             | 15   | 9 | 3 | 3  | 18:8  | 30   |
| 3.     | São José             | 15   | 9 | 2 | 4  | 19:16 | 29   |
| 4.     | Marília              | 15   | 8 | 3 | 4  | 15:11 | 27   |
| 5.     | Esporte São Bernardo | 15   | 7 | 6 | 2  | 22:14 | 27   |
| 6.     | Votuporanguense      | 15   | 6 | 4 | 5  | 17:13 | 22   |
| 7.     | Capivariano          | 15   | 6 | 3 | 6  | 20:21 | 21   |
| 8.     | União Suzano         | 15   | 5 | 6 | 4  | 15:14 | 21   |
| 9.     | Bandeirante          | 15   | 5 | 4 | 6  | 19:18 | 19   |
| 10.    | Matonense            | 15   | 4 | 7 | 4  | 20:27 | 19   |
| 11.    | Barretos             | 15   | 3 | 8 | 4  | 14:14 | 17   |
| 12.    | Rio Preto            | 15   | 4 | 4 | 7  | 11:18 | 16   |
| 13.    | Desportivo Brasil    | 15   | 3 | 5 | 7  | 14:18 | 14   |
| 14.    | Sertãozinho          | 15   | 2 | 7 | 6  | 11:16 | 13   |
| 15.    | Nacional             | 15   | 2 | 3 | 10 | 8:17  | 9    |
| 16.    | Olímpia              | 15   | 1 | 5 | 9  | 8:20  | -    |

|  | Geplaatst voor tweede fase      |
|  | Degradatie naar Segunda Divisão |

## Tweede fase

### Groep 1
| Plaats | Clu             | Wed. | W | G | V | Saldo | Ptn. |
| ------ | --------------- | ---- | - | - | - | ----- | ---- |
| 1.     | Comercial       | 6    | 4 | 2 | 0 | 11:4  | 14   |
| 2.     | Votuporanguense | 6    | 3 | 0 | 3 | 5:8   | 9    |
| 3.     | União Suzano    | 6    | 2 | 1 | 3 | 7:6   | 7    |
| 4.     | São José        | 6    | 0 | 3 | 3 | 4:9   | 3    |

|  | Geplaatst voor derde fase |

### Groep 2
| Plaats | Clu                  | Wed. | W | G | V | Saldo | Ptn. |
| ------ | -------------------- | ---- | - | - | - | ----- | ---- |
| 1.     | Noroeste             | 6    | 2 | 3 | 1 | 5:4   | 9    |
| 2.     | Esporte São Bernardo | 6    | 2 | 2 | 2 | 6:5   | 8    |
| 3.     | Marília              | 6    | 2 | 2 | 2 | 4:5   | 8    |
| 4.     | Capivariano          | 6    | 2 | 1 | 3 | 6:7   | 7    |

## Derde fase
In geval van gelijkspel gaat de club met het beste resultaat in de competitie door.
|  | halve finale         | halve finale | halve finale | halve finale |  |           | finale | finale | finale | finale |
|  |                      |              |              |              |  |           |        |        |        |        |
|  |                      |              |              |              |  |           |        |        |        |        |
|  | Comercial            | 1            | 0            | 1            |  |           |        |        |        |        |
|  | Votuporanguense      | 1            | 0            | 1            |  |           |        |        |        |        |
|  |                      |              |              |              |  | Comercial | 1      | 2      | 3      |        |
|  |                      |              |              |              |  | Noroeste  | 2      | 2      | 4      |        |
|  | Noroeste             | 0            | 2            | 2            |  |           |        |        |        |        |
|  | Esporte São Bernardo | 2            | 0            | 2            |  |           |        |        |        |        |

## Kampioen
| Campeonato Paulista de 2022 Série A3 |
| São Paulo                            |
| ------------------------------------ |
| NOROESTE Kampioen (2e titel)         |